# Torymus giraudianus
Torymus giraudianus är en stekelart som först beskrevs av Hoffmeyer 1930.  Torymus giraudianus ingår i släktet Torymus och familjen gallglanssteklar. Arten är reproducerande i Sverige. Inga underarter finns listade i Catalogue of Life.